# Тільтім
Тільті́м (рос. Тильтим) — присілок у складі Шуришкарського району Ямало-Ненецького автономного округу Тюменської області, Росія. Входить до складу Овгортського сільського поселення.
Населення — 20 осіб (2010, 116 у 2002).
Національний склад станом на 2002 рік: ханти — 99 %.